# 13인의 자객 (1963년 영화)
13인의 자객(十三人の刺客, 13 Assassins)은 일본에서 제작된 쿠도 에이이치 감독의 1963년 액션, 모험 영화이다. 카타오카 치에조 등이 주연으로 출연하였다.

## 출연

### 주연
- 카타오카 치에조
- 니시무라 코우
- 우치다 료헤이